# Ada Yonath
Ada E. Yonath (født 22. juni 1939) er en israelsk krystallograf, der er bedst kendt for sin forskning i ribosomets struktur. Hun er direktør for Helen and Milton A. Kimmelman Center for Biomolecular Structure and Assembly på Weizmann Institute of Science. 
I 2009 modtog hun nobelprisen i kemi sammen med Venkatraman Ramakrishnan og Thomas A. Steitz "for studier af strukturen og funktionen af ribosomet". og blev dermed den første kvindelige israeler der har vundet en nobelpris ud af de på dette tidspunkt 10 israelske modtagere af prisen, den første kvinde fra Mellemøsten, der har vundet en nobelpris i en af videnskabskategorierne, og den første kvinde i 45 år, de rhar vundet nobelprisen i kemi.